# NGC 2730
NGC 2730 ist eine spiralförmige Radiogalaxie vom Hubble-Typ SBdm im Sternbild Krebs auf der Ekliptik. Sie ist schätzungsweise 167 Millionen Lichtjahre von der Milchstraße entfernt und hat einen Durchmesser von etwa 85.000 Lichtjahren. 

Im selben Himmelsareal befindet sich u. a. die Galaxie NGC 2734.
Das Objekt wurde am 28. März 1864 von Albert Marth entdeckt.